# Đồ uống ngọt

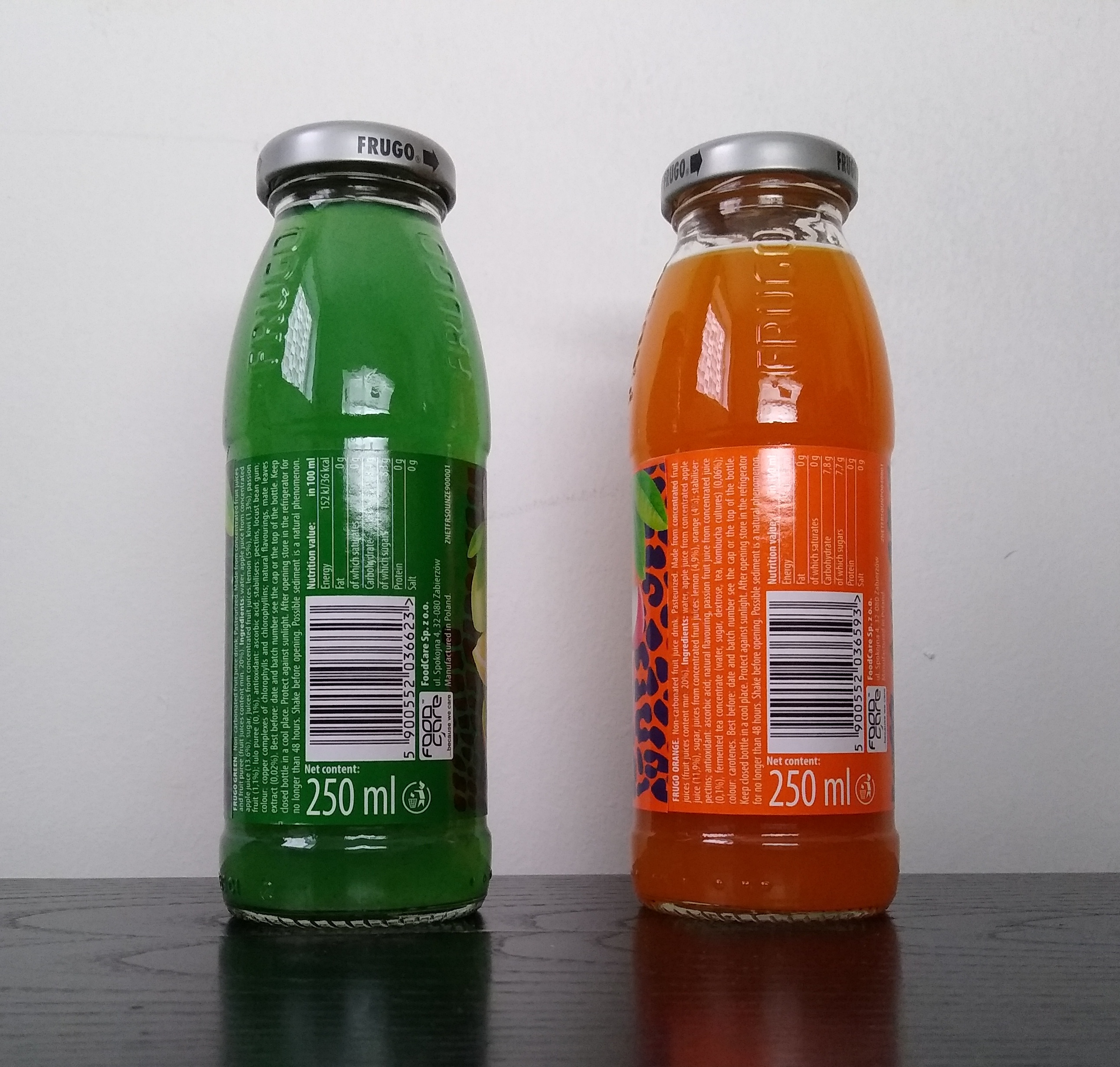
Sản phẩm đồ uống ngọt

Đồ uống ngọt (Sweetened beverage) là các loại đồ uống, thức uống có thêm đường tạo vị ngọt, chúng được mô tả như là một dạng "kẹo lỏng" (Liquid candy). Các loại đường được thêm vào đồ uống, gồm có đường nâu, chất tạo ngọt từ ngô, xi-rô ngô, dextrose (còn được gọi là glucose), fructose, xi-rô ngô có hàm lượng fructose cao, mật ong, đường nghịch đảo (hỗn hợp của fructose và glucose), lactose, xi-rô mạch nha, maltose, mật mía, đường thô, sucrose, trehalose và đường turbinado. Đường tự nhiên, chẳng hạn như đường trong trái cây hoặc sữa, không được coi là đường bổ sung. Các loại đường gốc tự do bao gồm monosaccharide và disaccharide được nhà sản xuất, đầu bếp hoặc người tiêu dùng thêm vào thực phẩm và đồ uống, và đường có sẵn trong mật ong, xi-rô, nước ép trái cây và nước ép trái cây cô đặc. Con người đã uống đồ uống ngọt trong hàng ngàn năm dưới dạng nước ép (nước trái cây), rượu mật ong và rượu vang ngọt. Nước chanh là một loại đồ uống chanh được làm ngọt bằng mật ong lần đầu tiên được ghi chép ở vương quốc Hồi giáo Mamluk cách đây vài trăm năm. Sô cô la nóng có đường đã được phổ biến ở châu Âu vào thế kỷ XVII. Đồ uống có đường nhân tạo (Artificially sweetened beverages, ASB) được định nghĩa là đồ uống có chứa chất tạo ngọt không dinh dưỡng và được bán trên thị trường để thay thế cho đồ uống có đường.

## Tổng quan
Sự gia tăng tiêu thụ đồ uống có đường trong vài thập kỷ qua đã được mô tả là một vấn đề sức khỏe trên toàn thế giới, nhưng nó đặc biệt rõ ràng ở Hoa Kỳ, nơi có nguồn gốc của nhiều loại đồ uống hiện đại, như soda. Việc tiêu thụ đồ uống có đường có liên quan đến tăng cân và tăng nguy cơ tử vong do bệnh tim mạch. Theo CDC, việc tiêu thụ đồ uống có đường cũng liên quan đến các hành vi không lành mạnh như hút thuốc, không ngủ đủ giấc và tập thể dục, thường xuyên ăn đồ ăn nhanh và không ăn đủ trái cây thường xuyên. Đồ uống chứa đường hóa học được định nghĩa là những loại có chứa chất tạo ngọt không dinh dưỡng và được tiếp thị như một chất thay thế cho đồ uống có đường. Tương tự như đồ uống có đường, chúng có liên quan đến việc tăng cân và tăng nguy cơ tử vong do bệnh tim mạch. Tại Hoa Kỳ, đồ uống có đường như hầu hết nước ngọt (Soda) là loại thực phẩm được tiêu thụ rộng rãi nhất có chứa đường bổ sung và chúng chiếm khoảng một phần ba tổng lượng đường bổ sung tiêu thụ (khoảng một nửa nếu tính chung với nước ép trái cây; gấp đôi lượng đường thu được từ các loại "món tráng miệng" và "đồ ngọt"). Chúng chiếm khoảng 7% tổng lượng năng lượng tiêu thụ, trong khi chúng có thể chiếm tới 15% ở trẻ em và được mô tả là "nguồn thực phẩm cung cấp calo lớn nhất trong chế độ ăn uống của người Mỹ". Việc tiêu thụ đồ uống có đường đã tăng lên ở Hoa Kỳ kể từ những năm 1970, chiếm một phần đáng kể (có thể lên tới một nửa) trong lượng calo tăng lên trong dân số Hoa Kỳ. Theo Trung tâm Kiểm soát và Phòng ngừa Dịch bệnh, Khảo sát Hệ thống Giám sát Yếu tố Rủi ro Hành vi cho thấy 30,1% người lớn ở Mỹ tiêu thụ ít nhất một loại đồ uống có đường mỗi ngày.

## Chú thích

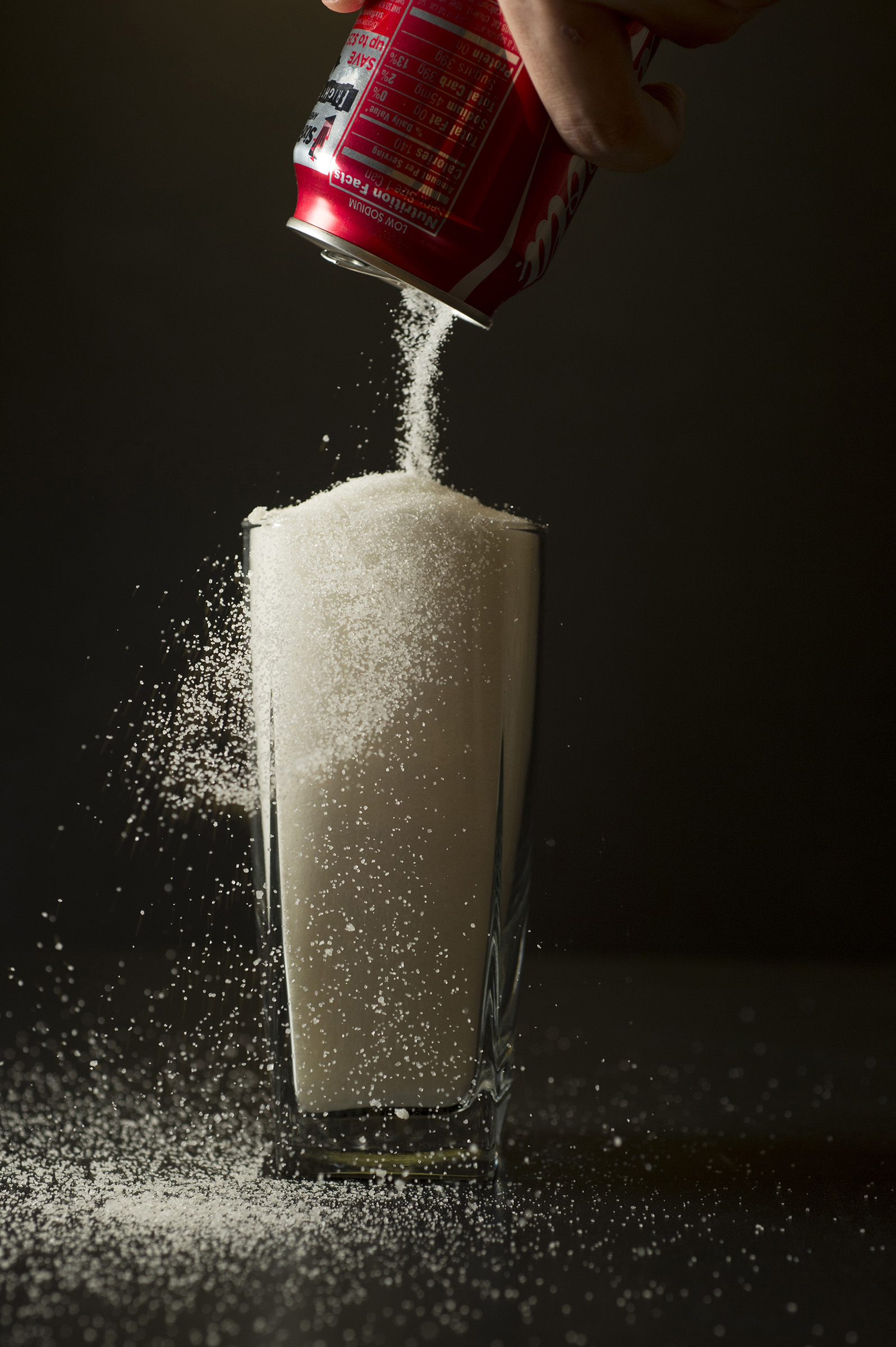
Đồ uống ngọt gây nhiều hệ lụy về sức khỏe

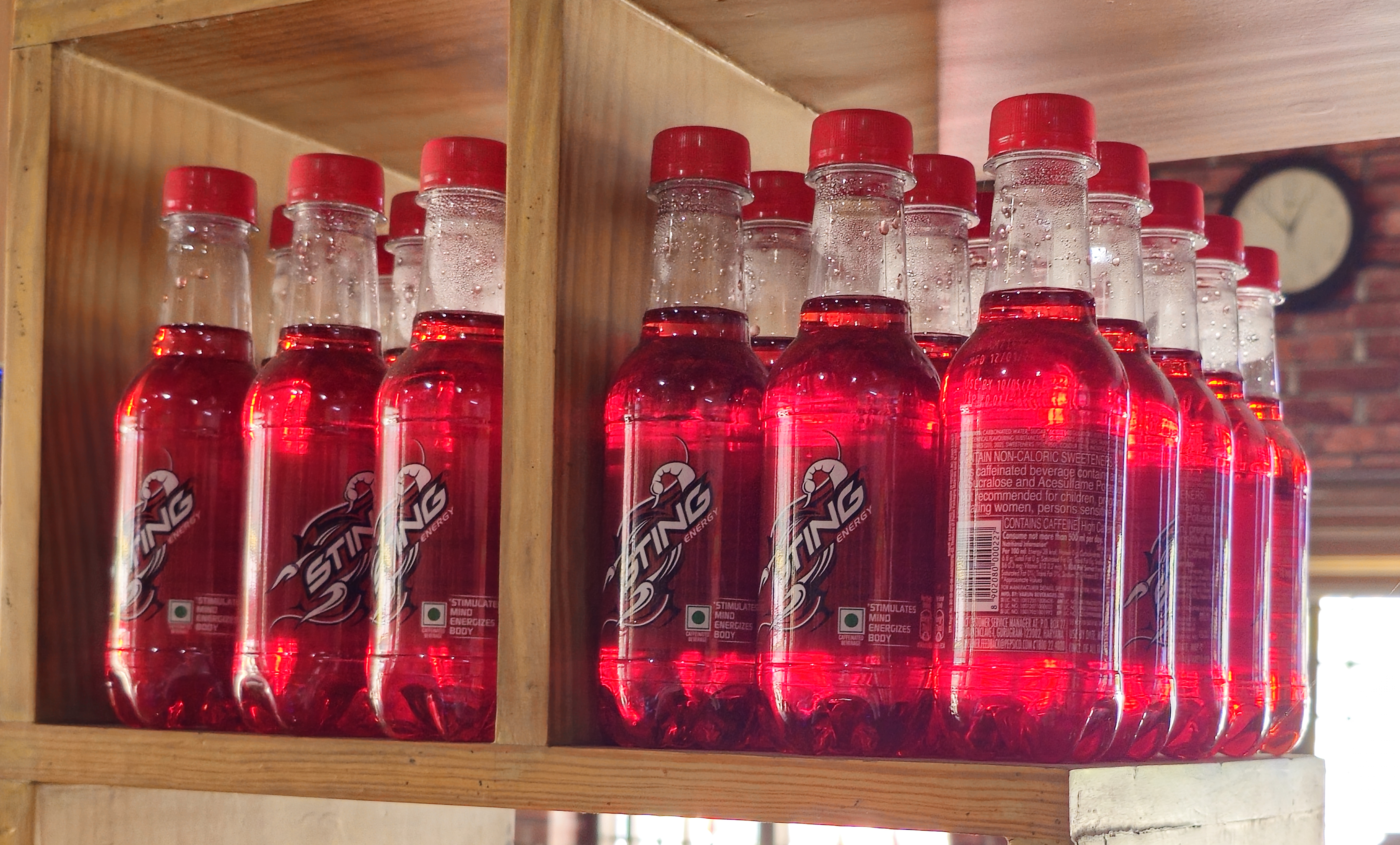
Sản phẩm đồ uống có đường hóa học

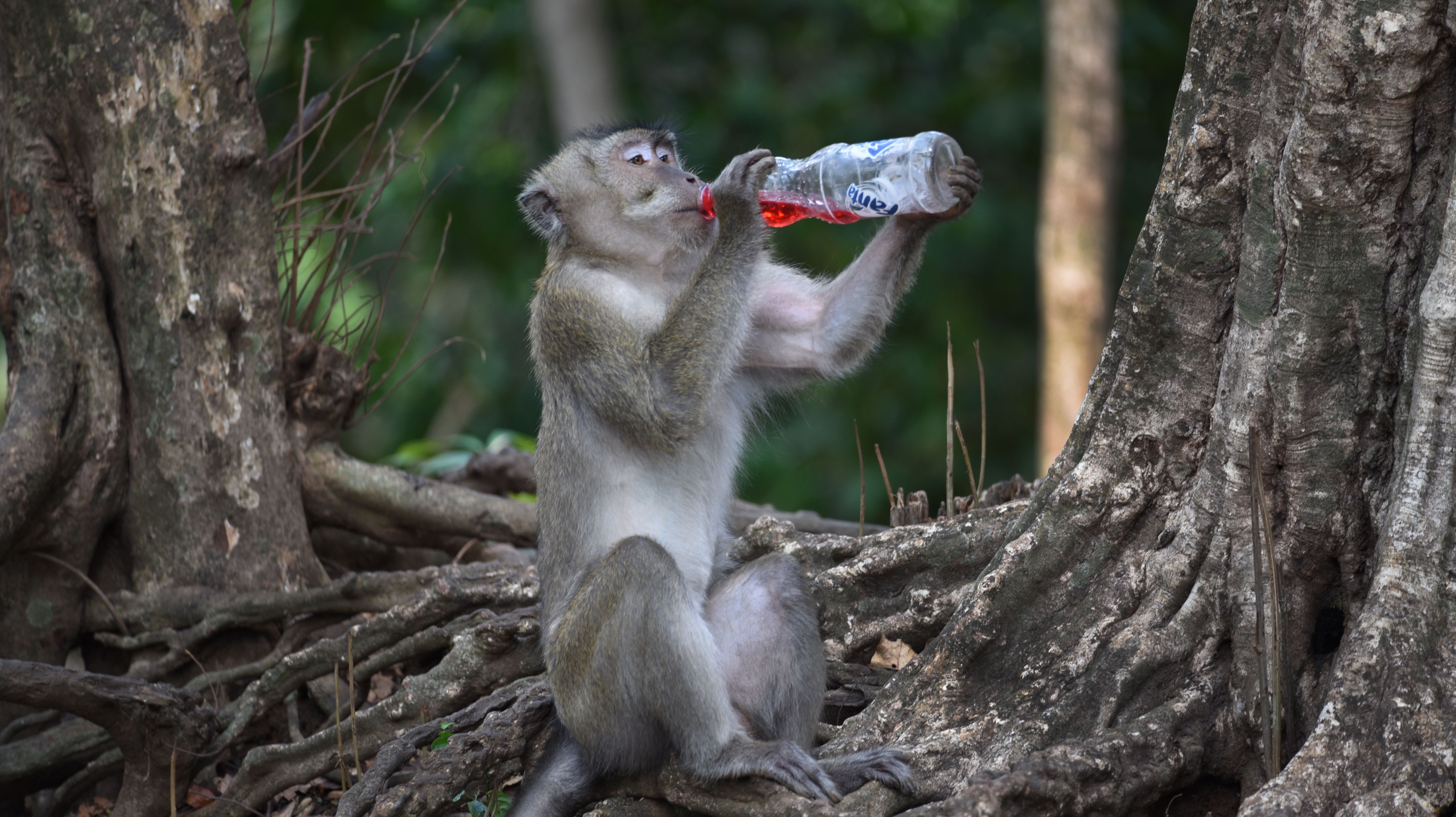
Một con khỉ đang uống đồ ngọt